# Гемпден (Мен)
Гемпден (англ. Hampden) — місто (англ. town) в США, в окрузі Пенобскот штату Мен. Населення — 7709 осіб (2020).

### Клімат
| Клімат : Гемпден      | Клімат : Гемпден | Клімат : Гемпден | Клімат : Гемпден | Клімат : Гемпден | Клімат : Гемпден | Клімат : Гемпден | Клімат : Гемпден | Клімат : Гемпден | Клімат : Гемпден | Клімат : Гемпден | Клімат : Гемпден | Клімат : Гемпден | Клімат : Гемпден |
| Показник              | Січ.             | Лют.             | Бер.             | Квіт.            | Трав.            | Черв.            | Лип.             | Серп.            | Вер.             | Жовт.            | Лист.            | Груд.            | Рік              |
| Середній максимум, °C | −2,8             | −1,1             | 3,9              | 11,1             | 17,8             | 22,8             | 25,6             | 25,0             | 20,6             | 13,9             | 7,2              | 0,0              | 12,2             |
| Середній мінімум, °C  | −13,3            | −12,2            | −6,1             | 0,6              | 6,1              | 11,7             | 14,4             | 13,9             | 8,9              | 3,3              | −1,1             | −9,4             | 1,7              |
| Норма опадів, мм      | 79               | 71               | 84               | 86               | 84               | 84               | 86               | 79               | 94               | 99               | 112              | 97               | 1057             |
| --------------------- | ---------------- | ---------------- | ---------------- | ---------------- | ---------------- | ---------------- | ---------------- | ---------------- | ---------------- | ---------------- | ---------------- | ---------------- | ---------------- |
| Джерело: Weatherbase  |                  |                  |                  |                  |                  |                  |                  |                  |                  |                  |                  |                  |                  |

## Демографія
Згідно з переписом 2010 року, у місті мешкало 7257 осіб у 2862 домогосподарствах у складі 2053 родин. Було 3030 помешкань
Расовий склад населення:
| - 96,8 % — білих - 0,8 % — азіатів - 0,6 % — корінних американців - 0,5 % — чорних або афроамериканців |

До двох чи більше рас належало 1,1 %. Частка іспаномовних становила 1,1 % від усіх жителів.
За віковим діапазоном населення розподілялося таким чином: 24,6 % — особи молодші 18 років, 62,4 % — особи у віці 18—64 років, 13,0 % — особи у віці 65 років та старші. Медіана віку мешканця становила 40,8 року. На 100 осіб жіночої статі у місті припадало 98,4 чоловіків;  на 100 жінок у віці від 18 років та старших — 93,2 чоловіків також старших 18 років.
Середній дохід на одне домашнє господарство  становив 103 539 доларів США (медіана — 87 708), а середній дохід на одну сім'ю — 116 777 доларів (медіана — 99 528). Медіана доходів становила 61 708 доларів для чоловіків та 42 212 долари для жінок. За межею бідності перебувало 2,4 % осіб, у тому числі 0,0 % дітей у віці до 18 років та 4,5 % осіб у віці 65 років та старших.
Цивільне працевлаштоване населення становило 4105 осіб. Основні галузі зайнятості: освіта, охорона здоров'я та соціальна допомога — 36,7 %, роздрібна торгівля — 17,8 %, науковці, спеціалісти, менеджери — 15,3 %.